# Pfarrkirche Taufkirchen an der Pram

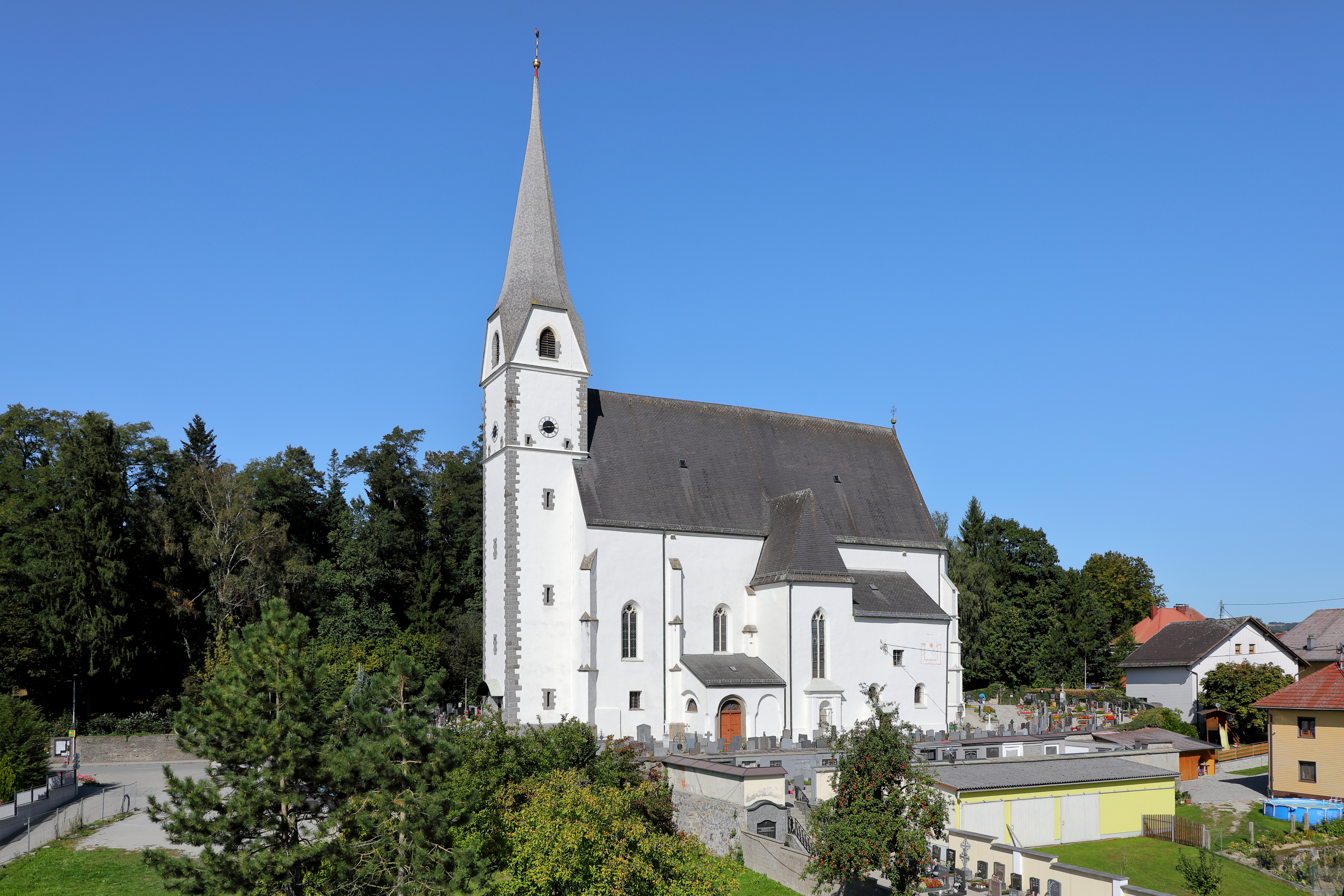
Röm.-kath. Pfarrkirche Mariä Verkündigung in Taufkirchen an der Pram

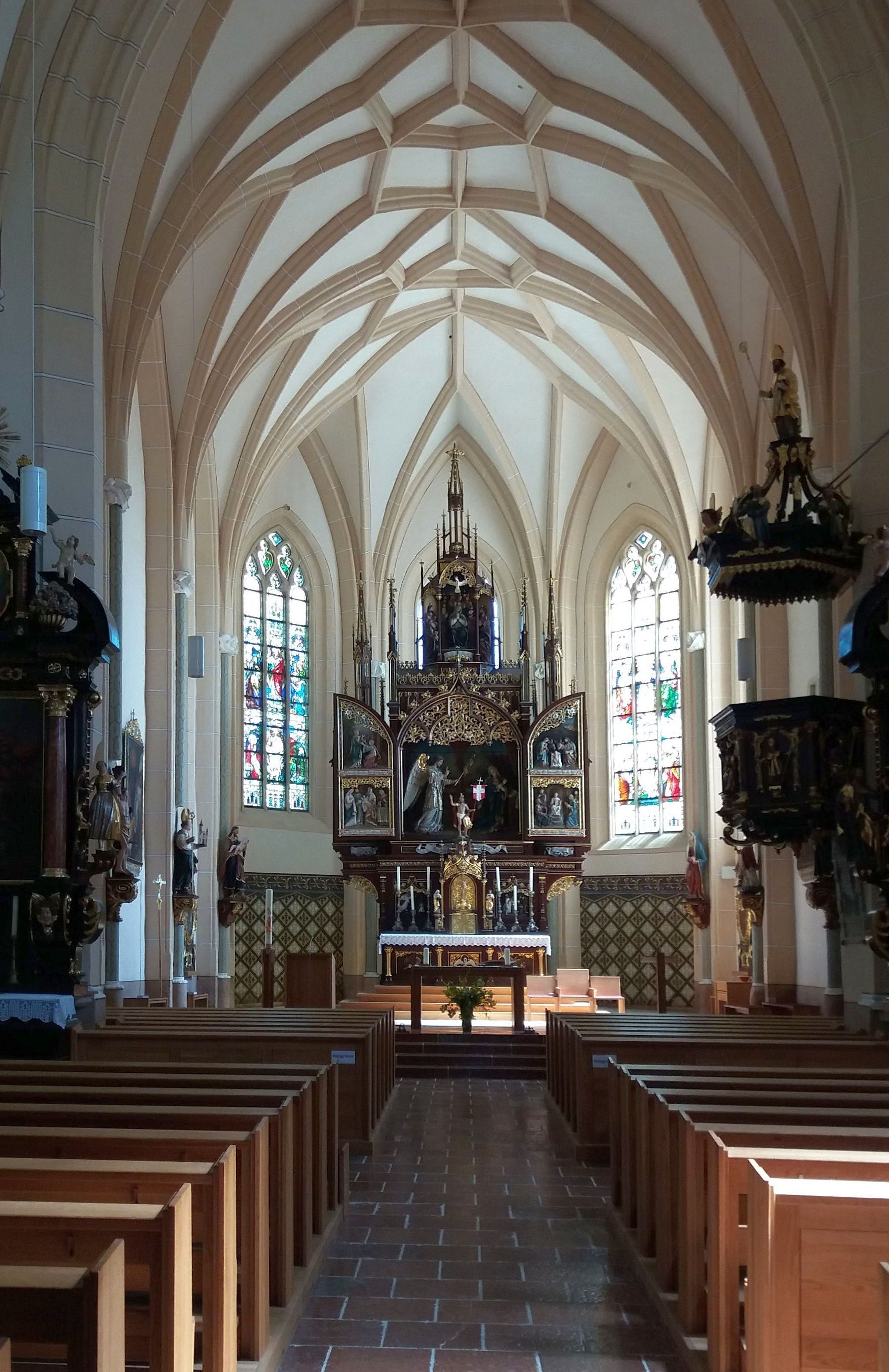
Langhaus, Blick zum Hochaltar

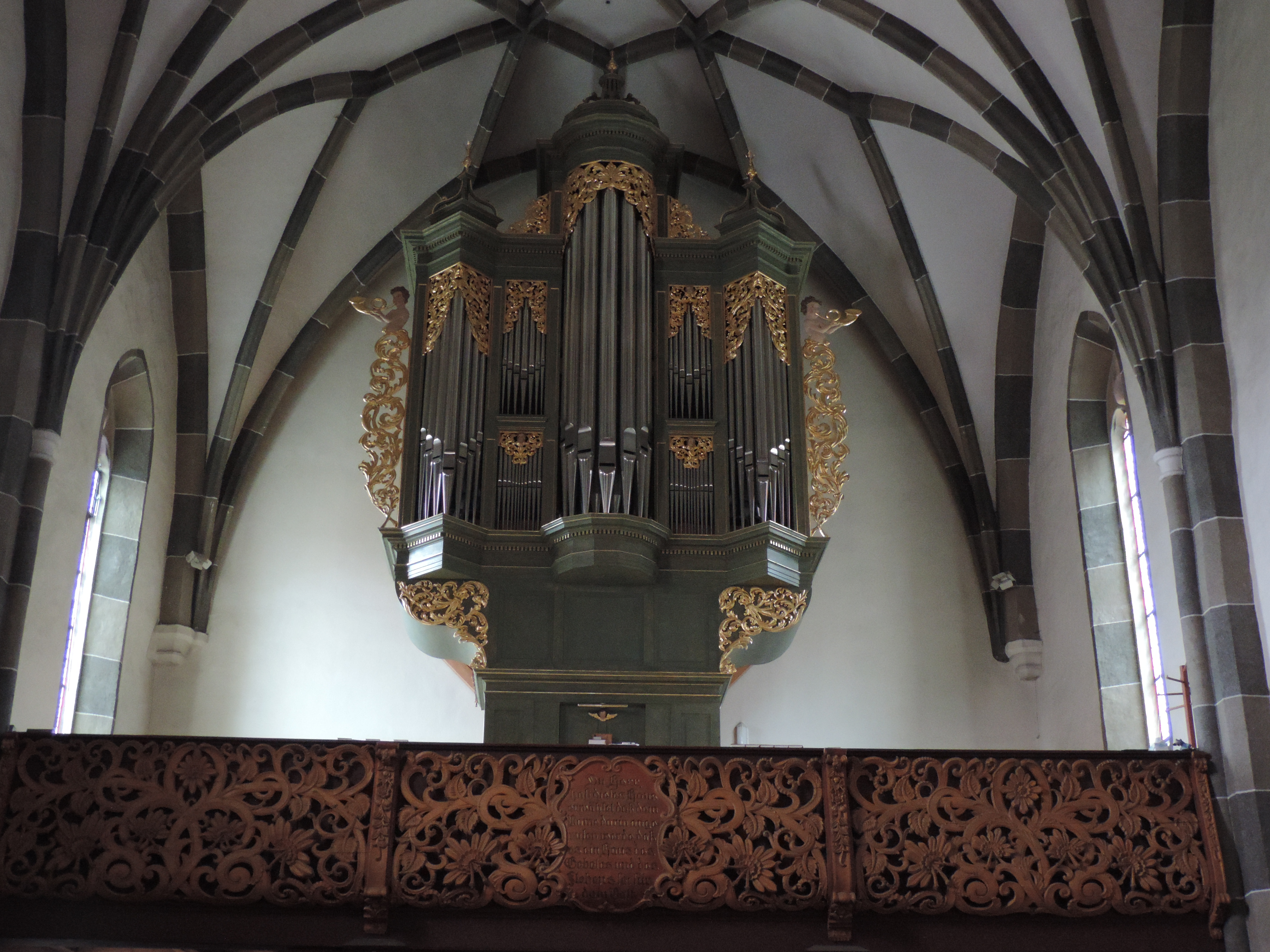
Langhaus, Blick zur Orgelempore

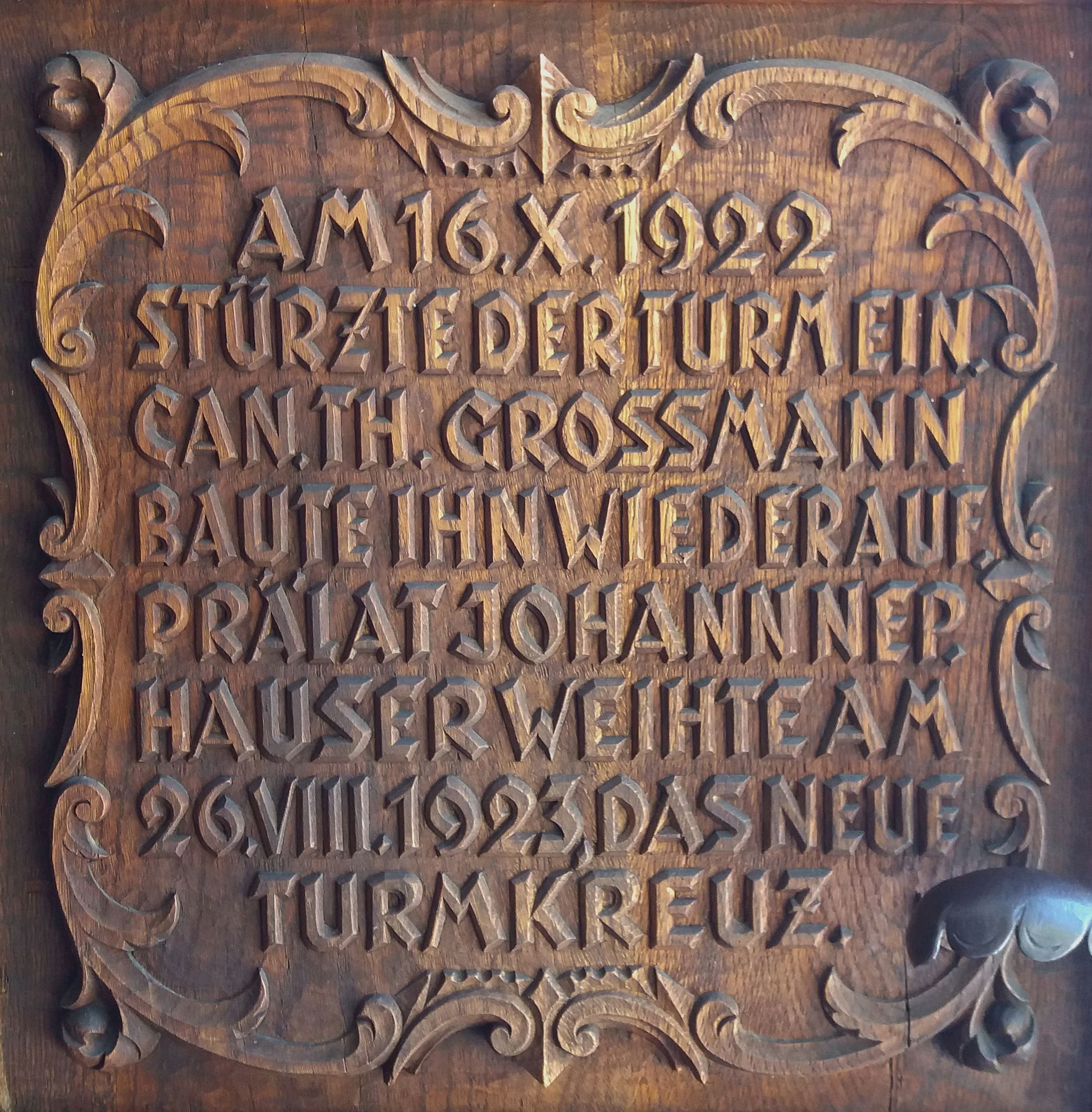
Inschrift auf der Innenseite des Westportals zum Turmeinsturz 1922 und die Weihe des Neubaus durch Johann Nepomuk Hauser

Die römisch-katholische Pfarrkirche Taufkirchen an der Pram steht im Ort Taufkirchen an der Pram in der Marktgemeinde Taufkirchen an der Pram im Bezirk Schärding in Oberösterreich. Die auf Mariä Verkündigung geweihte Kirche gehört zum Dekanat Andorf in der Diözese Linz. Die Kirche und der Friedhof stehen unter Denkmalschutz.

## Geschichte
Eine Kirche wurde um 1200 urkundlich genannt. Zur Zeit der frühen Kirchenorganisation im Mittelalter gehörten Teile des Gebietes um Taufkirchen an der Pram zur Urpfarre St. Weihflorian. Als eigenständige Pfarre wurde St. Weihflorian erstmals 1182 bezeichnet, als sie zusammen mit der Pfarre Tettenweis dem Passauer „Innbruckamt“ inkorporiert wurde, welches dem St. Ägidien-Spital in der Innstadt unterstand. Der Sprengel der Pfarre St. Weihflorian war sehr ausgedehnt: Er lag zwischen dem Wirkungsbereich der Urpfarre St. Severin sowie dem der Urpfarre Münsteuer und umfasste das Gebiet der heutigen Pfarren Brunnenthal, Schärding, St. Florian am Inn, Suben, St. Marienkirchen und Eggerding, dazu außerdem Anteile der heutigen Pfarren Taufkirchen, Lambrechten und Rainbach. Als es im Jahr 1380 zur Verlegung des Sitzes der Pfarre nach Schärding kam, wurde das zu St. Weihflorian gehörende Gebiet um Taufkirchen an der Pram zur Filiale von Schärding.
Die auf einem Hügel situierte gotische Kirche wurde nach der Mitte des 15. Jahrhunderts wohl mit dem Baumeister Stephan Krumenauer erbaut. Der Kirchturm, der sich in den Jahren zuvor bereits stark geneigt hatte, stürzte am 16. Oktober 1922 ein, wobei auch die Orgel zerstört wurde. Er wurde 1923 in der alten Form wiederaufgebaut.

## Architektur
An das auffallend hochräumige gotische einschiffige dreijochige sternrippengewölbte Langhaus schließen seitlich vom östlichen Joch je eine quadratische sternrippengewölbte Seitenkapelle an. Der gleich breite dreijochige netzrippengewölbte Chor schließt mit einem Dreiachtelschluss. Im Chor zeigen sich figurale Kapitelle ähnlich der Stadtpfarrkirche Braunau. Der wiederaufgebaute Westturm trägt einen achtseitigen Spitzhelm. Das reich profilierte gotische Sakristeiportal hat eine Tür mit gotischen Beschlägen.

## Ausstattung
Der Hochaltar ist neugotisch. Die Seitenaltäre um 1630 tragen figurale Zutaten aus der Mitte des 18. Jahrhunderts. Die Kanzel aus der zweiten Hälfte des 17. Jahrhunderts wurde im 18. Jahrhundert verändert. In der nördlichen Seitenkapelle steht ein Altar von Josef Furthner (1925) und trägt eine gute gotische Muttergottesstatue um 1450/1460. Daneben sind Engelstatuen von Matthias Kager (1771/1774). Im Chor sind vier Ovalbilder in guten Rahmen zu den vier Evangelisten aus dem ersten Viertel des 18. Jahrhunderts. Die Kreuzwegbilder sind aus dem ersten Viertel des 18. Jahrhunderts. In der südlichen Seitenkapelle ist eine Marmorplatte mit einer Ritterfigur zu Wernher von Messenpeck, gestorben 1518, und weitere Wappengrabsteine der Messenpeck.
Die nach dem Turmeinsturz errichtete Orgel war sehr störanfällig, weshalb sie 1996 durch ein neues Instrument von Rowan West ersetzt wurde.